# Праздники Вануату
Праздники в Вануату являются официальными памятными и юбилейными датами в истории островов.
Все официальные праздничные дни в Вануату являются нерабочими праздничными датами. При совпадении выходного и нерабочего праздничного дней выходной день переносится на следующий после праздничного рабочий день. Данное правило не действует при сменной работе, поскольку при сменной работе — выходные дни могут «выпадать» на рабочую неделю. Правительство Вануату вправе изменять порядок определения переноса выходного дня. Также правительство вправе отменить проведение праздничных мероприятий по чрезвычайным обстоятельствам, а также в условиях военного времени. В стране также отсутствуют какие-либо региональные праздничные нерабочие дни.

## Список праздничных дней
| Дата                       | Название                    | Английское название    |
| -------------------------- | --------------------------- | ---------------------- |
| 1 января                   | Новый год                   | New Year’s Day         |
| 21 февраля                 | День отца Лини              | Father Lini Day        |
| 5 марта                    | День традиционных вождей    | Custom Chief Day       |
| пятница перед Пасхой       | Великая пятница             | Good Friday            |
| следующий день после Пасхи | Светлый понедельник         | Easter Monday          |
| 1 мая                      | День труда                  | Labour Day             |
| варьируется                | Вознесение Господне         | Ascension Day          |
| 24 июля                    | День детей                  | Children’s Day         |
| 30 июля                    | День независимости          | Independence Day       |
| 15 августа                 | Вознесение Богоматери       | Assumption Day         |
| 5 октября                  | День конституции            | Constitution Day       |
| 29 ноября                  | День единения               | National Unity Day     |
| 25 декабря                 | Рождество                   | Christmas Day          |
| 26 декабря                 | Общенациональный день семьи | Family Day Nation Wide |